# The Sun
|  | Per a altres significats sobre la banda italià, vegeu «The Sun (banda)». |

The Sun és un tabloide (periòdic de petit format) publicat al Regne Unit qualificat de sensacionalista. És actualment el diari més llegit en anglès, amb una tirada al voltant de 3.200.000 exemplars i uns 8.500.000 lectors. És publicat per News Group Newspapers, subsidiària de News Corporation. News Corporation és al seu torn propietat del magnat Rupert Murdoch.

## The Sun abans de Murdoch
The Sun es va estrenar el 1964 per reemplaçar al Daily Herald. Mirror Group Newspapers va comprar The Sun a Odhams Press i Tuc. El Herald, va ser fins a la seva venda al Mirror Group el 1960 oficialment partidari del Partit Laborista del Regne Unit i va romandre lleial al mateix partit també després. La tirada del Mirror en el moment de la seva compra era 1,2 milions d'exemplars cada dia. Tanmateix, els lectors, provinents de la classe obrera i amb edat major, no van ser gaire atractius a agències de publicitat, i el Mirror Group no va voler fer-se competència a si mateix amb The Herald.
Sigui com sigui The Sun va desil·lusionar al seu amo, el Mirror Group. La tirada va disminuir, i el 1969 el Mirror Group va vendre el diari a Rupert Murdoch. Els sindicats van recolzar Murdoch perquè va comprometre's que els seus llocs de treball estarien fora de perill.

## Els primers anys amb Murdoch
Tot seguit, Murdoch va canviar el diari a petit format, i va fer de The Sun un periòdic germà amb el News of the World, un diari groc dels diumenges que havia comprat l'any anterior. Els dos diaris utilitzaven les mateixes màquines de premsa, i ambdós van ser gestionats conjuntament.
El contingut del diari va resultar més sensacionalista, en concret amb la introducció de la "Page Three Girl", una noia completament nua i després el 1970, seminua. The Sun tenia alta rendibilitat en els anys setanta, malgrat el comportament restrictiu dels sindicats de premsa i Murdoch va obtenir bastant capital per començar negocis als Estats Units el 1973.
Políticament The Sun va fer costat al Partit Laborista en els primers anys de Murdoch, en les eleccions de 1974, el diari era neutral segons Roy Greenslade en Press Gang (2003). El llavors editor, Larry Lamb, procedia d'un entorn laborista, fins i tot socialista. Bernard Shrimsley procedia de la classe mitjana i va recolzar d'una manera poc convincent el Partit Tory (conservador).
Des de l'elecció de Margaret Thatcher al lideratge dels Tories el 1975 The Sun va canviar de rumb, i va recolzar Thatcher en l'elecció de 1979.

## Titulars notables
„Gotcha“4 de maig de 1982. [Tr. Et vaig agafar! / Et tinc, guacho [Riu de la Plata] Durant la Guerra de les Illes Malvines quan el Vaixell General Belgrano es va enfonsar, amb la consegüent mort de 321 persones.
„Up Yours, Delors“1 de novembre de 1990. (Tr. Sobre tu, Delors, / a sobre de tu... / a sobre teu..., referit a la posició més freqüent de l'home en l'acte sexual). Durant un debat sobre la introducció de l'euro, a propòsit d'un representant del govern francès, Jacques Delors.
„Our Boys“La frase que sempre s'utilitza per a l'exèrcit de la Gran Bretanya.
„Are we being run by a gay mafia?“9 de novembre de 1989.
„Is THIS the most dangerous man in EUROPE?“25 de novembre de 1998. (Tr- És aquest home la persona més perillosa d'Europa?).
„Le worm“2 de febrer de 2003. (Tr- El cuc) Els líders estrangers han estat menyspreats pel diari de manera assídua. En aquest cas es tracta de Jacques Chirac, el president francès per la seva oposició a la invasió de l'Iraq. En un editorial l'endemà, el diari va escriure "The French President is an unscrupulous, conniving, preening, lying, cheating hypocrite" (Tr- El president francès és un hipòcrita inescrupolós, confabulador, envanit i trampós.). A París una edició gratis del diari va ser distribuïda amb el títol "Chirac est un ver".
„From Hitler Youth to Papa Ratzi“20 d'abril de 2005. (Tr- De les Joventuts Hitlerianes a Papa Ratzi) Cuando Joseph Ratzinger va ser elegit Papa. Quan va acabar la Segona Guerra Mundial el 1945, Ratzinger tenia 18 anys.
„Tyrant's in his Pants“20 de maig de 2005. (tr- El tirà als seus calçotets) The Sun, igual que un altre diari de Rupert Murdoch, The New York Post, va mostrar a la seva primera pàgina una foto de Saddam Hussein en calçotets blancs amb la intenció de ridiculitzar Saddam Hussein.
„One down... three to go“23 de juliol de 2005. (tr- Un ha caigut... en falten tres) Sobre la mort del Brasiler Jean Charles de Menezes (27 anys) tirotejat per la policia de la Gran Bretanya per error.

### "Topless"
23 de gener de 2015.. Retorn de les imatges de noies amb els pits nus a la pàgina 3.

## Editors
- Sidney Jacobsen (1964-1965) (anteriorment editor del Daily Herald abans del canvi del nom del diari)
- Dick Dinsdale (1965-1969)
- Larry Lamb (1969-1972)
- Bernard Shrimsley (1972-1975)
- Larry Lamb (1975-1980)
- Kelvin MacKenzie (1981-1994)
- Stuart Higgins (1994-1998)
- David Yelland (1998-2003)
- Rebekah Wade (2003–)

## Periodistes i columnistes[3]
- Pete Bell
- Victoria Raymond
- Emily Smith, US editor
- George Pascoe-Watson
- Alex Kasriel
- Corinne Abrams
- Victoria Newton
- Frank Praverman
- Robin Amlot
- John Coles
- James Clench
- David Wooding, whitehall editor
- Richard White
- Gary Oshea
- Andrew Parker
- Dave Masters
- Veronica Lorraine
- Lucy Hagan
- Jamie Pyatt
- Jerome Starkey
- Ian King, business editor
- Jon Gaunt
- Jane Moore
- Fergus Shanahan